# Mateusz Rudyk
Mateusz Zbigniew Rudyk (Oława, 20 de julio de 1995) es un deportista polaco que compite en ciclismo en la modalidad de pista, especialista en las pruebas de velocidad.
Ganó una medalla de bronce en el Campeonato Mundial de Ciclismo en Pista de 2019 y siete medallas en el Campeonato Europeo de Ciclismo en Pista entre los años 2016 y 2024.
Participó en los Juegos Olímpicos de Tokio 2020, ocupando el octavo lugar en la prueba de velocidad por equipos.

## Medallero internacional
| Campeonato Mundial | Campeonato Mundial        | Campeonato Mundial | Campeonato Mundial    |
| Año                | Lugar                     | Medalla            | Competición           |
| ------------------ | ------------------------- | ------------------ | --------------------- |
| 2019               | Pruszków (Polonia)        | Medalla de bronce  | Velocidad individual  |
| Campeonato Europeo |                           |                    |                       |
| Año                | Lugar                     | Medalla            | Competición           |
| 2016               | Saint-Quentin (Francia)   | Medalla de oro     | Velocidad por equipos |
| 2019               | Apeldoorn ( Países Bajos) | Medalla de bronce  | Velocidad individual  |
| 2021               | Grenchen (Suiza)          | Medalla de bronce  | Velocidad por equipos |
| 2023               | Grenchen (Suiza)          | Medalla de plata   | Velocidad individual  |
| 2024               | Apeldoorn (Países Bajos)  | Medalla de plata   | Velocidad individual  |
| 2024               | Apeldoorn (Países Bajos)  | Medalla de plata   | Keirin                |
| 2024               | Apeldoorn (Países Bajos)  | Medalla de bronce  | Velocidad por equipos |